# Judiska skolan i Helsingfors

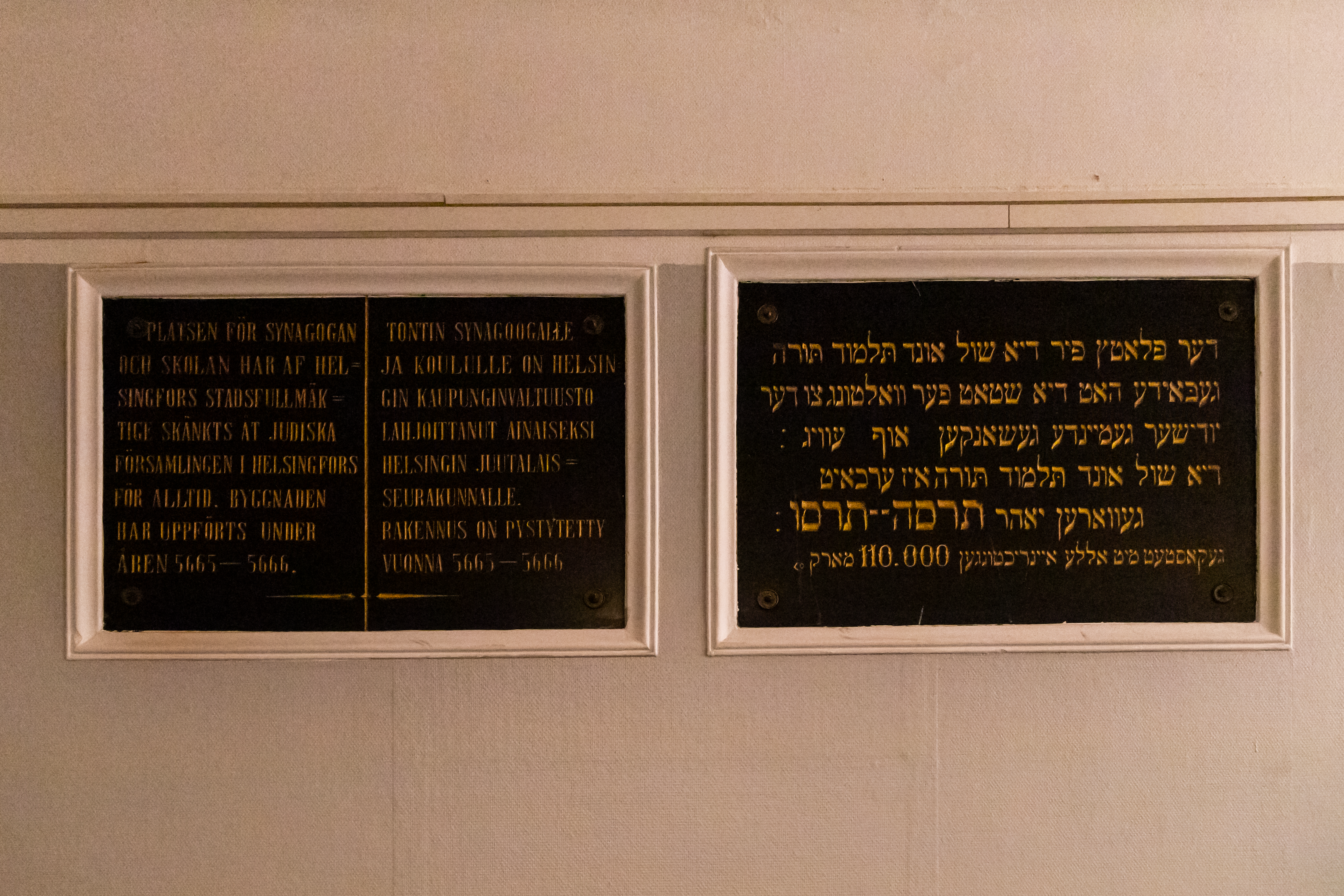
Plakett i korridoren av Judiska skolan i Helsingfors på svenska, finska och jiddisch.

Judiska skolan i Helsingfors är en judisk skola i Helsingfors. Skolan följer den finska läroplanen men har som specialuppgift undervisning och förundervisning av den judiska traditionen och det hebreiska språket. 
Skolan, som ursprungligen hette Judiska Samskolan i Helsingfors, grundades den 15 november 1918. År 1936 blev skolans namn Helsingfors judiska samskola och sedan 1977 har skolan hetat Judiska skolan i Helsingfors. Den första judiska skolan i Helsingfors grundades redan år 1893 men skolan lade ner sin verksamhet på grund av finansiella problem år 1900. 
Judiska skolan i Helsingfors är en del av Helsingfors judiska församling. Skolan är officiellt finskspråkig, men cirka 20 av skolans elever är svenskspråkiga. Sammanlagt har skolan cirka 120 elever idag.